# Георгій Бакалов
Бакалов Георгій Іванов — (27 листопада 1873, Стара Загора — 14 липня 1939, Софія) — болгарський публіцист, історик, член-кореспондент АН СРСР (з 1932). З 1891 — член Болгарської соціал-демократичної партії. Перекладав різних ідеологів марксизму і комунізму.
В 1905—1920 рр. належав до групи анархо-лібералів, з 1920 — член Болгарської компартії. В 1925 емігрував до Радянського Союзу. В 1932 повернувся до Болгарії; заснував і редагував журнали «Звезда», «Нова литература», «Мисъл».
З творами Тараса Шевченка познайомився в студентські роки, знав напам'ять декілька його поезій. Під їхнім враженням написав вірш «Мої пісні» (надруковано 1894 в газеті «Работнически другар»). Автор гострої публіцистичної статті «Пан Ст. Чилингиров і „дух“ Шевченка» в журналі «Звезда» (1934, книга 16), в якій викривав реакційну сутність виступів деяких болгарських літераторів.
Брав активну участь у підготовці до відзначення 125-річчя з дня народження Тараса Шевченка. У лютому 1939 року звернувся з листом до інтернаціональної комісії при Спілці радянських письменників, в якому просив надіслати до Болгарії твори Тараса Шевченка і літературно-критичні матеріали про його життя і творчість. Є також одним із авторів надісланого до Москви колективного листа, присвяченого 125-річчю з дня народження українського поета, в якому йшлося про вплив Тараса Шевченка на болгарську літературу ІІ половини 19 століття. У виступі 25 травня 1939 на прийомі в радянському посольстві в Болгарії з нагоди Шевченкового ювілею підкреслив важливе значення російської та української літератури, зокрема творчості українського поета для розвитку всієї демократичної культури Болгарії.
Статтю «Шевченко і російська демократія» (газета «Заря», 22 травня 1939) спрямував проти націоналістичного тлумачення творчості Тараса Шевченка.